# Zănoaga, Dolj
Zănoaga este un sat în comuna Leu din județul Dolj, Oltenia, România. Satul Zănoaga, este o așezare rurală care datează din jurul anului 1300 fiind fondată de o grupare de oieri al căror baci se numea Zănoaga. Este așezat în zona de câmpie a Olteniei fiind traversată de la est la vest de Drumul Național D. N. 6 care este în același timp Drum European D. E. 70. Satul Zănoaga se întinde pe o suprafață de 2784 de Ha din care 138 de Ha intravilan, având două biserici de religie ortodoxă și un cămin Cultural în cadrul căruia se desfășoară activități culturale specifice zonei Olteniei. Locuitorii satului Zanoaga , beneficiaza si de un centru medical situat in centrul satului,cu medic de familie repartizat, tot in centrul satului, exista si sediul Primariei Zanoaga care, aceasta este arondata la Primaria Comunei Leu. La doi kilometri distanță se află Baza Jianca de-a lungul căii ferate, cu profil de recepție a produselor agricole, tot în sat aflându-se și sediul Sistemului de Irigații Zănoaga ce aparține S. N. I. F. Craiova. Zănoaga a fost comuna până în anul 1968 în cadrul Raionului Caracal când s-a desființat ca urmare a noii organizări adminstrativ-teritoriale și a fost arondata comunei Leu.
Se află la 32 de kilometri de orașul Craiova și la aproximativ 20 de kilometri de orașul Caracal. Deși este o localitate mică, din ea au plecat câteva vedete printre care: Adrian Bumbescu - un fost fotbalist de la Steaua și părinții lui Marius Tucă.